# إدغار بالاسيوس رودريغيز
إدغار بالاسيوس رودريغيز هو ملحن إكوادوري، ولد في 7 أكتوبر 1940 في لوخا في الإكوادور.